# Almudena Domínguez Arranz
Almudena Domínguez Arranz (Vigo, 3 de julio de 1949) es una arqueóloga española especialista en patrimonio arqueológico y numismático de Edad Antigua.

## Biografía
Se licenció en Filosofía y Letras por la Universidad de Zaragoza (1977) donde ejerció como profesora contratada y posteriormente como profesora titular (1987) y catedrática (2012). Su tesis doctoral titulada Las cecas Ibéricas del Valle del Ebro (1977) afianzó en nuestro país un nuevo modelo de investigación arqueológica que fue premiada en 1979 por la Institución Fernando el Católico.
Sus líneas de investigación se desarrollan en torno al patrimonio arqueológico y numismático, museografía e historia de las mujeres en la Antigüedad. Ha publicado más de un centenar de investigaciones que le han permitido dirigir proyectos de I+D+I como: ‘Política y género en la Propaganda en la Antigüedad’ y ‘Aspectos de protourbanismo y primer fenómeno urbano en Europa Occidental: análisis de contactos culturales entre el mundo mediterráneo y el continente’.
También ha liderado diferentes excavaciones, sobre todo para la Carta Arqueológica de Aragón en la provincia de Huesca como las realizadas en Apiés, Sangarrén y La Vispesa, y otras excavaciones en el extranjero como las del el oppidum galo romano de Bibracte en Borgoña (1993-2000) y La Castellina (Civitaveccia, Italia). Además, ha sido la codirectora de otras excavaciones en yacimientos clave como el santuario-palacio orientalizante de Cancho Roano en Badajoz (1990-1993), el oppidum ibero romano de La Vispesa en Tamarite de Litera (1984 -2006), y el hábitat etrusco de La Castellina del Marangone en Roma (1995-2010), entre otras muchas.
Actualmente es profesora titular de Arqueología en el Departamento de Ciencias de la Antigüedad de la Universidad de Zaragoza e imparte docencia tanto en clases de grado, máster y doctorado de dicha universidad. También es directora del Posgrado en Educador de Museos y lo fue en el Máster en Museos: Educación y Comunicación” hasta 2019.
Domínguez forma parte de la Asociación Española de Investigación de Historia de las Mujeres, la Société Nationale des Antiquaires de France y es vocal del comité científico organizador de los Simposios de Numismática Peninsular y de la Junta Rectora del Instituto de Estudios Altoaragoneses, institución en la que dirige el Área de Arqueología y es miembro del Patronato. También forma parte de otros comités científicos como por ejemplo: Comité Permanente en la coordinación de los Congresos Internacionales de Educación y Accesibilidad en Museos y Patrimonio (desde 2014) y es socia de la Asociation Internationale Jane et Marcel Dieulafoy (París) y de la Societat Catalana d´Estudis Numismatics de Barcelona.

## Publicaciones
- Las cecas ibéricas del Valle del Ebro; Zaragoza, 1979
- Medallas de la Antigüedad: las acuñaciones ibéricas y romanas de Osca; Huesca, 1991
- Carta arqueológica de España: Huesca; Zaragoza, 1985 (coautora)
- La Vispesa: foco de romanización de la Ilergecia Occidental; Huesca, 1994.
- El patrimonio numismático del Ayuntamiento de Huesca; Huesca, 1996
- Historia monetaria de la Hispania Antigua; Madrid, 1998.
- La voie secondaire entre l´îlot aux grandes caves et l´îlot du Grand atelier de forges
- Centre Européen du Mont-Beuvray, Glux-en-Glenne, 1995.
- Actas del II Encontro Peninsular de Numismatica Antiga, Oporto, 1999
- «Bibracte en Borgoña. Un yacimiento arqueológico europeo y catorce años de participación científica española» 2000.